# Fannia carvalhoi
Fannia carvalhoi är en tvåvingeart som beskrevs av Márcia Souto Couri 2005. Fannia carvalhoi ingår i släktet Fannia och familjen takdansflugor.
Artens utbredningsområde är Peru. Inga underarter finns listade i Catalogue of Life.